# Албо (Козенца)
Албо (итал. Albo) је насеље у Италији у округу Козенца, региону Калабрија.
Према процени из 2011. у насељу је живело 123 становника. Насеље се налази на надморској висини од 539 м.